# 海雌狐式戰鬥機
海雌狐式戰鬥機是英國德哈維蘭飛機公司研製的最後一種戰鬥機，也是英國皇家海軍第一種使用的後掠翼喷气式战斗机。该机型的發展並不順利，其原型機于1952年在法茵堡航空展作飛行表演時突然在空中爆炸，機上飛行員和雷達操作員以及地面上29名觀眾死亡，此事令其發展延後了4年，直至1956年4月才完成艦上測試，1957年3月20日裝備英國皇家海軍航空母艦，1972年退役後被美製F4戰鬥機取代。

## 型號
- FAW-1——早期型
- FAW-2——後期型。1962年6月1日首飛成功，1963年交付使用，新造29架而有67架由FAW-1改造而成，海軍航空隊第899中隊是第一個接收的部隊，之後是893中隊。

## 基本資料
- 機長：16.94米
- 翼展：15.54米
- 機高：3.28米
- 空重：12,680公斤
- 載重：18,860公斤
- 翼面積：60.2平方米

海雌狐式戰鬥機三視圖

- 發動機：2具勞斯萊斯MK208噴射發動機（每具推力=50千牛頓）
- 昇限:14,600米
- 最快時速：1,110公里/小時（0.91倍音速）
- 航程：1,270公里
- 武裝：無固定武裝但可在6個掛架裝4具SNEB 68毫米火箭筴艙、4枚火光或紅頂式空對空飛彈加2枚AGM-12飛彈
- 乘員：2人（飛行員+雷達操作員）

## 設計

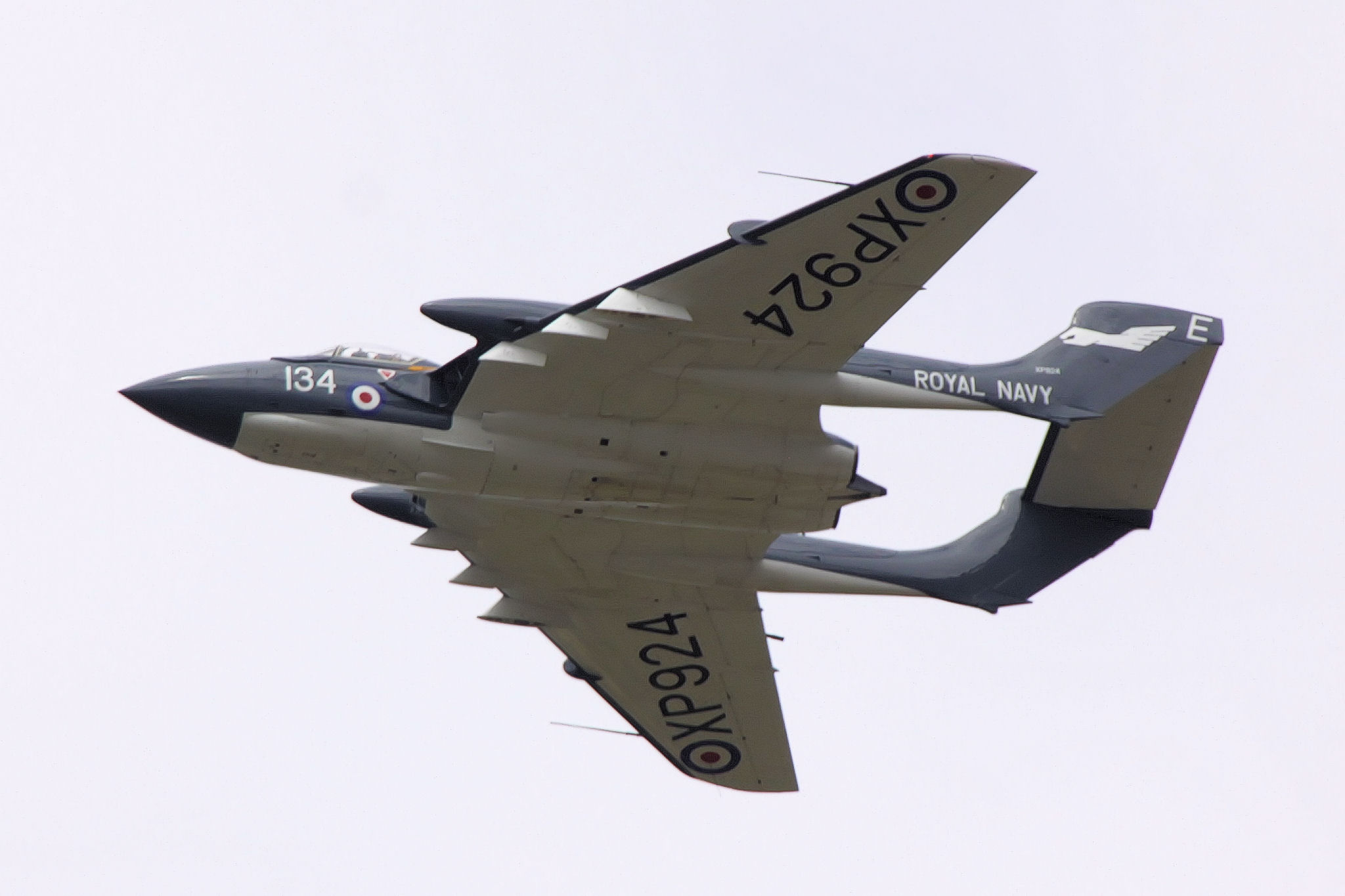
海雌狐式戰鬥機空戰時可在其機翼下6個掛架掛上4枚火光或紅頂式空對空飛彈再加上兩個副油箱

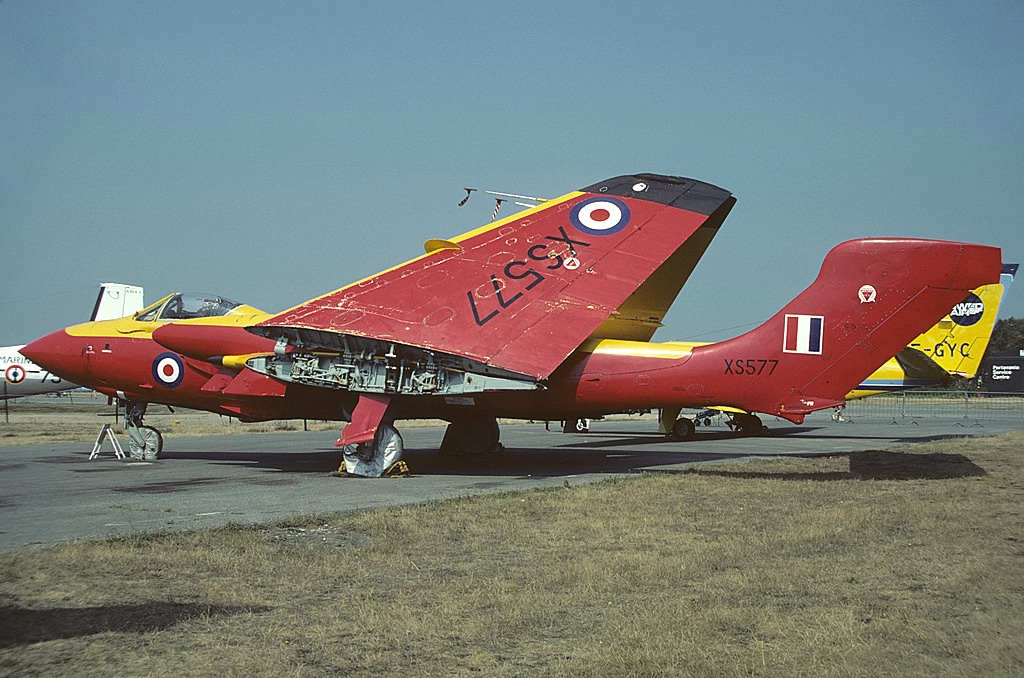
海雌狐式戰鬥機作為艦載機可以向上把機翼摺起

海雌狐式戰鬥機沿用了吸血鬼戰鬥機的基本設計，發動機進氣口在機身兩側去供應機身後方兩具噴射發動機，尾翼為雙尾樑，水平尾翼被尾樑抬高，下方讓發動機噴出的高溫高壓氣體通過，其機翼為大面翼後掠翼，作為艦載機可以向上把機翼摺起，飛行意外後，加強了機體結構強度，改善飛控系統在跨音速時的操縱能力。
海雌狐式戰鬥機無固定機炮武裝，空戰時可在其機翼下6個掛架掛上4枚火光或紅頂式空對空飛彈再加上兩個副油箱。

## 實戰
1960年代，海雌狐式戰鬥機參加了英國對中東和非洲的武裝干涉軍事行動，1964年1月，英國航空母艦人馬座號載著海雌狐式戰鬥機為登陸坦噶尼喀的英國皇家海軍陸戰隊和當地政府軍提供空中支援，1967年英國航空母艦勝利號載著海雌狐式戰鬥機（893飛行中隊）幫助英軍從亞丁撒退。
由於英國皇家海軍後來取消了大型航空母艦而令海雌狐式戰鬥機在1972年退役。

## 使用國家
- 英国